# Miryn
Miryn (ukr. Мирин) – wieś na Ukrainie w rejonie kowelskim obwodu wołyńskiego.